# كريستيان سومر كيندت
كريستيان سومر كيندت هو طبيب وعالم نبات نرويجي، ولد في 1815، وتوفي في 1903.